# بلانهم
بلانهم (به انگلیسی: Blunham) یک روستا و محله مدنی در بریتانیا است که در سنترال بدفوردشر واقع شده‌است. بلانهم ۹۲۶ نفر جمعیت دارد.